# V for Vendetta (strip)
V for Vendetta is een Britse stripreeks bestaande uit 10 beeldromans, geschreven door Alan Moore en getekend door David Lloyd. Het verhaal speelt zich af in een postapocalyptisch Verenigd Koninkrijk dat wordt geregeerd door een fascistische partij. De geheimzinnige "V" is de wreker die schuil gaat achter een Guy Fawkesmasker en een gewelddadige eenmansopstand tegen het totalitaire regime voert. De strip werd tussen 1982 en 1989 in tien delen gepubliceerd en in 2005 verfilmd onder dezelfde titel. In Nederland wordt de strip uitgegeven door Uitgeverij de Vliegende Hollander.

## Plot
Op 5 november (Guy Fawkes-nacht) 1997 gaat de zestienjarige Evey Hammond in Londen de straat op om zichzelf te prostitueren. Haar eerste klant blijkt een lid van The Finger, een ordedienst van het fascistische regime dat de macht in Engeland heeft sinds het Verenigd Koninkrijk uit elkaar is gevallen bij de kernoorlog van 1989. De man en zijn collega's dreigen Evey te vermoorden, maar ze wordt gered door de mysterieuze "V", een man met een Guy Fawkesmasker op, die de agenten doodt. V neemt Evey mee om vanaf de daken zijn eerste grote aanslag te aanschouwen: het opblazen van het Paleis van Westminster. Evey duikt onder bij V in diens schuilplaats, waar hij een grote verzameling verboden kunst spaart.
V gaat voort met een reeks aanslagen, voornamelijk gericht tegen de voormalig medewerkers van het concentratiekamp Larkhill, waar V het enige overlevende slachtoffer was van wrede medische experimenten. Hij ontvoert Lewis Prothero, radiostem van het regime, en maakt hem gek; anderen doodt hij. Met hulp van Evey, die zich uitgeeft voor nog jonger dan ze is, lokt hij een pedofiele bisschop in de val en dwingt die tot het eten van een vergiftigde hostie. Evey krijgt gewetensbezwaar over haar medewerking aan V's gewelddadige optreden en wordt door V op straat gezet.
V infiltreert Jordan Tower, het gebouw van de staatsomroep, gijzelt de omroepmedewerkers en dwingt ze een opruiende videoboodschap uit te zenden. Evey vindt intussen onderdak bij Gordon, een oudere man die haar liefdevol behandelt. Gordon begeeft zich echter in het criminele circuit en wordt vermoord door de Schotse maffia. Als Evey wraak wil nemen en de gangster op de korrel neemt, wordt ze van achteren overmeesterd. Zodra ze weer bij bewustzijn is, zit ze in de cel. Ze wordt kaalgeschoren, gevisiteerd, gewaterboard en ondervraagd. Ze doorstaat echter alle martelingen en weigert een belastende verklaring over haarzelf en V te ondertekenen. Zodra ze de cipier vertelt dat ze niet bang is voor haar executie, verklaart de cipier haar vrij en laat de celdeur open. De cel blijkt niet door het regime te zijn ingericht maar door V.
Op de volgende Guy Fawkes-nacht, 5 november 1998, blaast V Jordan Tower en de Post Office Tower op, zodat de spionagediensten van het regime uitgeschakeld zijn. Hij zendt bovendien een boodschap uit waarin hij deze uitschakeling wereldkundig maakt. Op verschillende plekken in Engeland breken voedselrellen uit, die V blijkt te veroorzaken: hij heeft het centrale computersysteem van het regime overgenomen dat de distributie van goederen regelt.
In deze chaotische toestand begint het regime uit elkaar te vallen; in de hoogste kringen van de partij maken diverse figuren zich op om de macht te grijpen met behulp van de georganiseerde misdaad. Zodra partijleider Adam Susan wordt vermoord door de gedesillusioneerde weduwe van een van V's slachtoffers treden de diverse complotten in werking, maar (mede door een interventie van V) is het eindresultaat een bloedbad zonder duidelijke winnaar.
Intussen heeft inspecteur Finch, die al een jaar achter V aan zit, door waar diens schuilplaats is: in het verlaten metrostation Victoria. Hij beschiet V, die dodelijk gewond raakt, maar alvorens te sterven Evey als zijn opvolger aanstelt. Zij maakt de woedende menigte van Londen duidelijk dat V niet dood is, in tegenstelling tot wat het regime beweert, waarna de revolutie uitbreekt. V krijgt een 'vikingenuitvaart' in een metro gevuld met explosieven op weg naar Downing Street.

## Duiding
Voornaamste thema van V for Vendetta is de strijd tussen de tegengestelde ideeën van anarchisme en fascisme. Het anarchisme, waartoe auteur Moore zich bekent, wordt verpersoonlijkt door V. Het fascisme krijgt vorm in de diverse partijbonzen die het verhaal bevolken, maar wordt het meest expliciet en ideologisch verkondigd door partijleider Adam Susan. Binnen dit kader werpt de strip de vraag op, vooral bij monde van Evey, of politiek geweld gerechtvaardigd kan zijn. Aanleiding in de werkelijkheid om een strip over fascisme te schrijven was de opkomst in de jaren 80 van het National Front en soortgelijke groeperingen.
Het idee om het Guy Fawkesmasker, een onderdeel van de traditionele 5 novemberviering, als motief te gebruiken werd ingebracht door tekenaar Lloyd. Het masker is, vooral via de film, als symbool opgepikt door de anarchistische groepering Anonymous.